# Mahathala formosa
Mahathala formosa är en fjärilsart som beskrevs av Hans Fruhstorfer 1908. Mahathala formosa ingår i släktet Mahathala och familjen juvelvingar. Inga underarter finns listade i Catalogue of Life.